# A-Team (jogo eletrônico)
A-Team é um jogo eletrônico desenvolvido pela Atari para o console Atari 2600 em 1984, porém cancelado antes do lançamento. Originalmente criado no ano anterior sob a denominação de Saboteur (também nunca lançado), foi rebatizado com o nome da série de televisão homônima.

## Jogabilidade
No jogo, um foguete dotado de uma ogiva nuclear é construído para a destruição do planeta. O jogador, no papel do sargento B.A. Baracus, deve impedir o lançamento o foguete. 
O jogo possui quatro modos de dificuldade e três fases. A primeira se passa na base de lançamento de foguetes e o sargento B.A. Baracus, com a ajuda do capitão H.M. Murdock, deve eliminar inimigos antes que eles consigam carregar partes dos foguetes e possam lançá-lo. O jogador deve também evitar ser atingido pelos tiros do coronel Roderick Decker, um dos principais antagonistas da série de televisão, que está no topo da tela. A segunda fase se passa no interior da fábrica da ogiva nucelar e o jogador deve parar a linha de montagem, para isso disparando laser no Coronel Decker e rebatendo nas peças da ogiva que passam por uma esteira. Na terceira e última fase, o jogador deve atirar em um helicóptero, que é onde está o controle para o lançamento do foguete.